# Slivenec
Slivenec est un quartier situé à l'ouest de la capitale de la République tchèque, Prague. Il appartient à la circonscription administrative de Prague 5 et est composé de deux communautés cadastrales, Slivenec et Holyně. 
Le district fait partie de Prague depuis 1974.